# Provența-Alpi-Coasta de Azur
Provența-Alpi-Coasta de Azur este una dintre cele 18 regiuni ale Franței. Capitala regiunii este orașul Marsilia.

## Istoric
Regiunea este formată din teritorii din câteva foste provincii franceze: Provența, Teritoriul Papal Avignon, Nisa și sudul provinciei Dauphiné. Regiunea Provența a fost locuită încă din timpuri preistorice. A fost locuită de către Liguri și apoi de către celți, iar din 600 î.Hr. au fost înființate colonii grecești și feniciene. În secolul II î.Hr. romanii au început să ocupe progresiv regiunea, aceasta devenind treptat o provincie, numele francez provenind din latinescul provincia. După căderea Imperiului Roman, regiunea a decăzut foarte tare, suferind multiple invazii, din partea vizigoților în secolul V, al francilor în secolul VI, al arabilor în secolul VIII precum și numeroase raiduri ale piraților berberi. 
Între 1032 și 1246 regiunea a fost partea a Sfântului Imperiu Roman, și a devenit un fief al Regatului Franței din 1246, sub stăpânirea membrilor dinastiei Angevin până în 1481, când a fost moștenită de regele Ludovic al XI-lea. A fost incorporată definitiv în regatul Franței abia în 1486 iar diferite enclave au fost adăugate succesiv: Orange în 1672, Teritoriul Papal Avignon (un domeniu papal în 1791) și Nisa în 1860.

## Geografia
Regiunea conține zone muntoase în partea de est, reprezentând extremitatea sud-vestică a lanțului Alpin. Coasta mării mediterane în această parte este formată din relief abrupt ce izolează zone litorale. În partea vestică, relieful este sub forma unor câmpii în valea inferioară a Ronului care se varsă în Marea Mediterană printr-o deltă. Climatul este de tip mediteraneean, influențat de vântul dinspre nord ce coboară pe culoarul Ronului - Mistral. Regiunea este dens populată de-a lungul coastei în jurul orașelor Marsilia, Toulon și Nisa, și de-a lungul Ronului cea mai mare aglomerare fiind Avignon. 

Harta topografică